# Brian Panowich
Œuvres principales
- Série Bull Mountain

Brian Panowich est un écrivain américain, auteur de thriller.

## Biographie
Brian Panowich est pompier à Augusta, en Géorgie. En 2015, il publie son premier roman, Bull Mountain, premier volume de la saga de la famille Burroughs, dirigeant un empire criminel alimenté par la drogue depuis trois générations, dans le nord de la Géorgie. Avec ce roman, il est lauréat du prix international des écrivains de thriller 2016 pour le meilleur premier roman et le prix Pat Conroy pour le meilleur roman policier. Il est également nommé dans la catégorie premier roman pour le prix Anthony et le prix Barry.
En 2015, ITV Studios a acheté les droits pour l'adaptation de Bull Mountain dans une série télévisée.

## Œuvre

### SérieBull Mountain
1. Bull Mountain, Actes Sud, coll. « Actes noirs », 2016 ((en) Bull Mountain, 2015), trad. Laure Manceau, 330 p.  (ISBN 978-2-330-06061-9)Réédition, Actes Sud, coll. « Babel noir » no 199, 2018, 336 p. (ISBN 978-2-330-09695-3)
2. Comme les lions, Actes Sud, coll. « Actes noirs », 2019 ((en) Like Lions, 2019), trad. Laure Manceau, 304 p.  (ISBN 978-2-330-11874-7)Réédition, Actes Sud, coll. « Babel noir » no 256, 2022, 304 p. (ISBN 978-2-330-16068-5)
3. (en) Hard Cash Valley, 2020
4. (en) Nothing But the Bones, 2024

### Romans indépendants
- Vallée furieuse, Actes Sud, coll. « Actes noirs », 2022 ((en) Hard Cash Valley, 2020), trad. Laure Manceau, 432 p.  (ISBN 978-2-330-16091-3)

## Prix et distinctions

### Prix
- Thriller Award 2016 du meilleur premier roman pour Bull Mountain[4]
- Prix Pat Conroy 2016 du meilleur roman pour Bull Mountain

### Nominations
- Prix Anthony 2016 du meilleur premier roman pour Bull Mountain[5]
- Prix Barry 2016 du meilleur premier roman pour Bull Mountain[6]